# Jercy Puello Ortiz
Jercy Puello Ortiz é uma importante atleta colombiana da modalidade patinação de velocidade que foi campeã sul-americana em Medellín 2010.

A  trajetória esportiva de Jercy Puello Ortiz se identifica por sua participação nos seguintes eventos nacionais e internacionais:

## Jogos Sul-Americanos
Foi reconhecido o seu triunfo por ser a atleta com mais medalhas da delegação da  Colômbia nos jogos de Medellín 2010.

### Jogos Sul-Americanos de Medellín 2010
Por seu desempenho na nona edição dos Jogos, foi destaque por ser a atleta com o maior de número de medalhas entre todos os participantes do evento, com um total de 7 medalhas:
- , Medalha de ouro: 300m contra o relógio pista feminino
- , Medalha de ouro: Patinação de velocidade 1000 metros pista feminino
- , Medalha de ouro: Patinação de velocidade Velocidade 500m estrada feminino
- , Medalha de ouro: Patinação de velocidade Revezamento 3000m pista feminino
- , Medalha de ouro: Patinação de velocidade 200m contra o relógio estrada feminino
- , Medalha de ouro: Patinação de velocidade Revezamento 5000m estrada feminino
- , Medalha de prata: Patinaje de Velocidad Velocidade 500m pista feminino